# Дрюбек (Саксония-Анхальт)
Дрюбек (нем. Drübeck) — община в Германии, в земле Саксония-Анхальт. 
Входит в состав района Вернигероде. Подчиняется управлению Ильзенбург (Харц).  Население составляет 1481 человек (на 31 декабря 2006 года). Занимает площадь 14,16 км².

## Известные уроженцы
- Яше, Христиан-Фридрих (1780—1871) — немецкий натуралист, геогност и минералог.